# Teissierella salammboi
Teissierella salammboi är en kräftdjursart som beskrevs av Vervoort 1964. Teissierella salammboi ingår i släktet Teissierella och familjen Diosaccidae. Inga underarter finns listade i Catalogue of Life.